# David Borrelli
David Borrelli (ur. 28 kwietnia 1971 w Treviso) – włoski polityk, poseł do Parlamentu Europejskiego VIII kadencji.

## Życiorys
Kształcił się w instytucie handlu w rodzinnej miejscowości, przerywając studia na czwartym roku. Pracował w restauracjach we Włoszech, Stanach Zjednoczonych i Argentynie. Podjął następnie pracę w zawodzie technika komputerowego.
Zaangażował się w działalność polityczną w ramach Ruchu Pięciu Gwiazd, tworzył struktury tego ugrupowania w Treviso. W latach 2008–2013 był radnym miejskim, w 2013 został koordynatorem partii ds. małej i średniej przedsiębiorczości. W wyborach w 2014 z listy M5S uzyskał mandat eurodeputowanego. W VIII kadencji PE został współprzewodniczącym frakcji Europa Wolności i Demokracji Bezpośredniej. Pełnił tę funkcję do stycznia 2017. W lutym 2018 opuścił Ruch Pięciu Gwiazd.